# Paolo Vincenzo Bonomini
Paolo Vincenzo Bonomini (Bergamo, 23 gennaio 1757 – Bergamo, 17 aprile 1839) è stato un pittore italiano.

## Il personaggio
Di carattere estroso e schietto, evidenziò fin da piccolo notevoli attitudini alle arti pittoriche, tanto che il padre Paolo Maria,,  discreto pittore in ambito locale, decise di avviarlo agli studi in quella direzione. Del padre restano tre ritratti di particolare interesse, egli infatti lavorava presso la bottega del Galgario.
I risultati si fecero ben presto vedere, poiché il giovane riuscì a trasferire le proprie peculiarità caratteriali nei propri dipinti, che si contraddistinguevano per brio, ecletticità e temperamento, in uno stile rococò che ben presto divenne neoclassico.

Un'epigrafe posta in sua memoria all'esterno della casa in cui nacque così lo ricorda: 

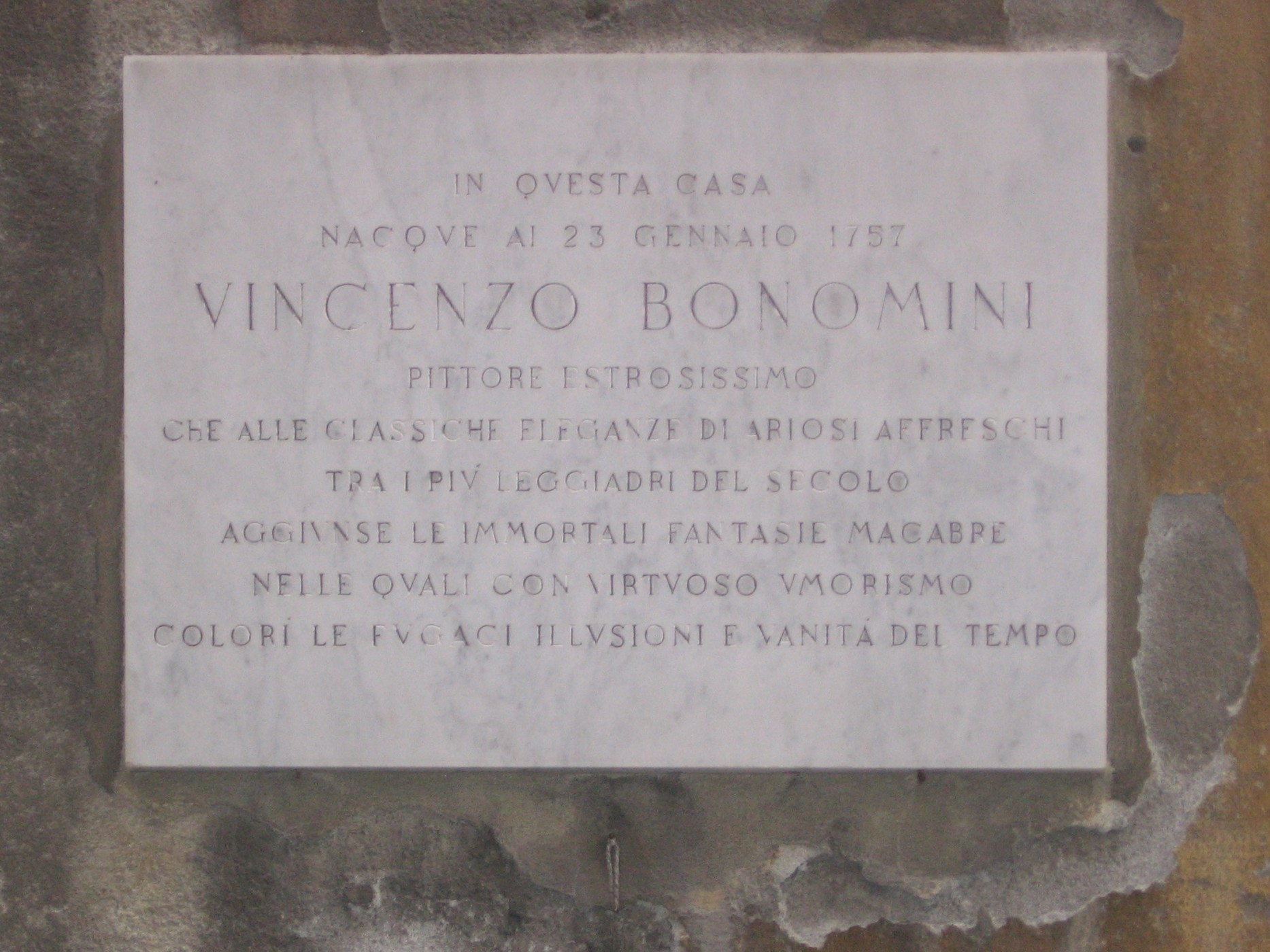
Targa sulla casa natale di P.V. Bonomini

Lavorò in molti ambiti: partì come decoratore di edifici civili e sacri, ma raggiunse la popolarità per i propri ritratti e soprattutto per le sue rappresentazioni caricaturali.
Dal 1824 al 1827 ebbe alle sue dipendenze il pittore Giuseppe Macinata.

## I macabri
L'opera di maggior importanza è indubbiamente il ciclo di Scene di scheletri viventi che, commissionati dalla parrocchia di Santa Grata inter Vites di Borgo Canale (a Bergamo Alta), in cui il pittore risiedeva, avrebbero dovuto ricordare la celebrazione del triduo dei morti. 
Il pittore diede fondo alla propria fantasia e, con una buona dose di spregiudicatezza, rappresentò sei quadri che raffiguravano altrettante scene con scheletri come protagonisti. La particolarità sta nel fatto che le figure, riprese nella spontanea quotidianità, richiamano persone che abitavano nel borgo in cui vennero esposte. 
Tant'è che al momento dell'esposizione dei sei pannelli, questi scatenarono forti reazioni d'ilarità, poiché gli abiti, la fisionomia e la struttura degli scheletri (cranio, mandibola e teschio) lasciavano chiaramente intendere chi vi fosse realmente ritratto: tutti abitanti del borgo, dal carpentiere ai due frati in preghiera; dalla coppia campagnola agli sposi borghesi, fino al tamburino della Cisalpina. Anche il Bonomini si raffigurò nei panni di pittore, affiancato da moglie e aiutante. 
Questi dipinti, dopo essere stati esposti annualmente in occasione del Triduo dei Morti nella parrocchia di Borgo Canale, vennero esibiti a Firenze nel 1922 a Palazzo Pitti, riscuotendo un grande successo.

## Altre opere
Anche altre sue opere sono degne di nota: nella Sala Tassiana della Biblioteca Angelo Mai sono conservate tre tempere raffiguranti il Mattino, il Tramonto e la Notte, nonché alcuni festoni ed affreschi raffiguranti i fiumi Serio e Brembo. 
Notevoli sono anche alcune decorazioni di edifici pubblici e privati nella bergamasca, come gli affreschi paesaggistici nel Salone della Musica di Casa Fogaccia, nonché la raccolta di suoi disegni custodita presso le Civiche Raccolte d'Arte del Castello Sforzesco di Milano. 
Inoltre egli dipinse, nel Teatro Sociale di Bergamo, caricature di importanti personalità di quel periodo che, non apprezzando la feroce ironia dell'autore, ne imposero la cancellazione. In quell'occasione si cominciò a dire che feriva più il suo pennello di una spada. Affrescò la Sala Tassiana del Palazzo Nuovo di Bergamo realizzando le rappresentazioni delle allegorie fluviali del Serio e del Brembo nelle pitture soprapporta